# فهرست متافیزیک‌دانان
فهرست متافیزیک‌دانان (انگلیسی: List of metaphysicians)، شامل فیلسوفانی است که در متافیزیک تخصص دارند.

## متافیزیک‌دانان پیش از میلاد
- فیثاغورث
- تالس
- آناکسیماندر
- آناکسیمنس
- گزنوفانس
- هراکلیتوس
- پارمنیدس
- Zeno of Elea
- ملیسوس ساموس
- لوسیپوس
- دموکریتوس
- آناکساگوراس
- امپدوکلس
- آلکمایون کروتون
- هیپاسوس
- دیوژن آپولونیا
- افلاطون
- ادوکسوس کنیدوس
- اسپئوسیپوس
- بیگانه کرات
- ارسطو

## متافیزیک‌دانان ۱ تا ۶۰۰ پس از میلاد
- نومنیوس
- اسکندر آفرودیزیاس
- آمونیوس ساکاس
- اوریگن اسکندریه
- اوریگن پاگان
- فلوطین
- پورفیری
- ایامبلیکوس
- سوریانوس
- پروکلوس
- آمونیوس هرمایی
- شبه دیونیسیوس آرئوپاگیت
- المپیودوروس جوان
- دماشیوس
- سیمپلیسیوس کیلیکیه
- جان فیلوپونوس

## متافیزیک‌دانان ۶۰۰ تا ۱۴۰۰
- جان اسکاتوس اریوجنا
- فارابی
- ابن سینا
- آنسلم کانتربری
- پیتر آبلارد
- غزالی
- برنارد چارتر
- ژیلبر د لا پوره
- تیری شارتر
- هیو سنت ویکتور
- ریچارد سنت ویکتور
- میمونیدس
- Averroes
- ابن عربی
- فخرالدین رازی
- فیلیپ صدراعظم
- ویلیام اوورنی
- الکساندر هالزی
- آلبرتوس مگنوس
- Bonaventure
- راجر بیکن
- جان پکهام
- توماس آکویناس
- گیلز رم
- گادفری فونتینز
- هنری گنت
- پتروس اورئولی
- دونس اسکاتوس
- والتر برلی
- هروائوس ناتالیس
- ویلیام اوکام
- ژان بوریدان
- ژان کاپرئولوس
- مایستر اکهارت
- دومینیک فلاندر

## متافیزیک‌دانان ۱۴۰۰ تا ۱۷۰۰
- پائولو باربو داسونسینو
- مارسیلو فیچینو
- توماس کاجتان
- فرانسیسکو سوارز
- دومینگو بانز
- رابرت بلارمین
- جان سنت توماس
- رنه دکارت
- آن کانوی
- باروخ اسپینوزا
- نیکلاس مالبرانچ
- گوتفرید لایب نیتس
- جورج برکلی
- کریستین ولف
- یاکوب بومه

## متافیزیک‌دانان ۱۷۰۰ تا ۱۸۰۰
- امانوئل کانت
- گئورگ دبلیو اف هگل
- آرتور شوپنهاور
- فردریش دبلیو جی شلینگ
- یوهان جی. فیشته
- فردریش اچ ژاکوبی

## متافیزیک‌دانان ۱۸۰۰ تا ۱۹۰۰
- نیکلای بردیایف
- هنری برگسون
- فرانتس برنتانو
- جوزف کلوتگن
- سمیون فرانک
- گوتلوب فرگه
- رجینالد گاریگو لاگرانژ
- اتین ژیلسون
- نیکلای هارتمان
- مارتین هایدگر
- جرج هلمز هویسون
- ژاک ماریتن
- جان مک تاگارت
- آلکسیوس مایننگ
- جرج ادوارد مور
- برتراند راسل
- ولادیمیر سولویوف
- ادیت اشتاین
- پیر تیلار دو شاردن
- آلفرد نورث وایتهد
- دونالد کری ویلیامز
- لودویگ ویتگنشتاین

## متافیزیک‌دانان ۱۹۰۰ به بعد
- مریلین مک کورد آدامز
- رابرت مریهو آدامز
- ویلیام آلستون
- الیزابت انسکوم
- دیوید مالت آرمسترانگ
- آلن بدیو
- لین رادر بیکر
- هانس اورس فون بالتازار
- پل بن الصراف
- چارلز دانبار برود
- بریت بروگارد
- دیوید بورل
- راس کامرون
- دیوید چالمرز
- رودریک چیشولم
- برایان دیویس
- ژیل دلوز
- آردا دنکل
- مایکل دویت
- الکساندر دوگین
- کاترین الگین
- ادوارد فسر
- کرنلیو فابرو
- کیت فین
- پیتر گیچ
- پیتر گلسن
- نلسن گودمن
- ژان گروندن
- رنه گنون
- پیر هادوت
- جان هاتورن
- استیون هترینگتون
- شادورت هاجسون
- چارلز اچ. کان
- آنتونی کنی
- جیگون کیم
- دیوید کلب
- نورمن کرتزمن
- سول کریپکی
- برایان لفتو
- دیوید لوئیس
- برنارد لونرگان
- پیتر لودلو
- ویلیام لیکن
- پنلوپه مدی
- رالف مک اینرنی
- ترنتون مریکس
- ایریس مرداک
- جوزف اونز (رستگاری)
- ترنس پارسونز
- آلوین پلانتینگا
- گراهام پریست
- هیلاری پاتنام
- ویلارد ون اورمن کواین
- کارل رهنر
- جی روزنبرگ
- ناتان سالمون
- ژان پل سارتر
- تئودور سیدر
- گیلبرت سیموندون
- بری اسمیت
- ولفگانگ اسمیت
- رابرت استالنکر
- پیتر استراوسن
- الئونور استامپ
- جودیت جارویس تامسون
- پیتر آنگر
- پیتر ون اینواگن
- دیوید ویگینز
- استوارت وایلد
- کالین ویلسون
- جسیکا ویلسون
- جان ویپل
- دین زیمرمن
- خاویر زبیری